# Welt-Anti-Doping-Agentur

WADA Logo

Die Welt-Anti-Doping-Agentur (WADA, englisch World Anti-Doping Agency) ist eine internationale Nichtregierungsorganisation mit Sitz in Montreal, die weltweit Maßnahmen gegen Doping im Leistungssport organisiert.

## Organisation
Die WADA wurde am 10. November 1999 als Ergebnis einer vom IOC initiierten Welt-Anti-Doping-Konferenz mit dem Ziel gegründet, die Anti-Doping-Programme auf internationaler und nationaler Ebene in Hinsicht auf die Entdeckung, Abschreckung und Verhinderung von Doping zu harmonisieren und koordinieren. Die nationalen und internationalen Sportfachverbände wollten die finanzielle Verantwortung für falsch-positive Dopingfälle abgeben, da sie durch den Fall der British Athletics Federation gewarnt waren.
Der Britische Leichtathletikverband hatte Konkurs anmelden müssen, da er die sechs Jahre Prozesskosten im Fall Diane Modahl nicht aufbringen konnte. Zwar gründete sich der Verband als UK Athletics (UKA) am nächsten Tag neu, so dass nur der Sportlerin mehr als 500.000 Euro Verlust blieb, aber dies war eine Warnung für alle Verbände, das finanzielle Risiko auszugliedern.
am 2. Juni 2002 wurde das Hauptquartier der WADA von Lausanne nach Montreal, Kanada, verlegt, da IOC-Vizepräsident Richard Pound der Vorsitzende wurde. Seit dem 1. Januar 2020 ist der ehemalige polnische Leichtathlet Witold Bańka der Präsident der WADA.
Die WADA sorgt für die Kontrolle der Sportler während der Trainingsphasen und während der Wettkämpfe. Dazu dienen angemeldete ebenso wie überraschend angesetzte Besuche an den Trainingsorten oder zu Hause bei den Athleten.
Untersuchungsmethoden sind Urintests, Bluttests und andere medizinisch angezeigte Maßnahmen. In insgesamt 34 autorisierten WADA-Labors werden die doppelt erhobenen Proben (A- und B-Probe) auf verbotene Substanzen (beispielsweise EPO) oder Methoden (zum Beispiel Blutdoping) untersucht. Grundlage dieser Bestrebungen ist der WADA-Code und die jährlich aktualisierte Verbotsliste (Prohibited List). Diese Verbotsliste gilt weltweit und für alle Sportarten, die dem Welt-Anti-Doping-Code (WADC) unterliegen.

### Nationale Organisationen
Für die Umsetzung der WADA-Richtlinien auf nationaler Ebene bestehen in den einzelnen Ländern nationale Anti-Doping-Agenturen, beispielsweise:
- Nationale Anti-Doping Agentur Deutschland (NADA) in Deutschland
- Nationale Anti-Doping Agentur Austria (NADA Austria) in Österreich
- Swiss Sport Integrity in der Schweiz
- Agence Française de Lutte contre le Dopage (AFLD) in Frankreich
- UK Anti-Doping (UKAD) im Vereinigten Königreich
- United States Anti-Doping Agency (USADA) in den USA
- Rusada in Russland

Im Dezember 2016 wurde die ehemalige russische Stabhochspringerin Jelena Gadschijewna Issinbajewa zur Präsidentin der russischen Anti-Doping-Agentur berufen, was vom IOC mit Irritierung aufgenommen wurde.
- Nado Italia (NADO) in Italien

## Anti-Doping-Regeln
Die WADA verfolgt eine rigorose Null-Toleranz-Haltung gegenüber Doping. Die derzeitigen Anti-Doping-Regeln sehen vor, dass Athleten sieben Tage die Woche eine Stunde lang für unangemeldete Kontrollen verfügbar sein müssen. Ferner müssen sie verbindlich 3 Monate im Voraus festlegen, wo sie wann auffindbar sind. Die Kontrolleure sind angehalten, im Zweifelsfalle, also auch bei kleinen Formalfehlern gegen den Athleten zu entscheiden. Drei Verstöße binnen 18 Monaten gelten als positive Dopingprobe und ziehen eine automatische Sperre nach sich.
Die WADA wertet darüber hinaus (Artikel 2.3) eine nicht sofortige Dopingkontrolle bzw. „Unterbrechung des visuellen Kontaktes mit dem betreffenden Sportler“ automatisch als „absichtliche Verhinderung des Tests“. Dies wird ebenfalls als positiver Test gewertet und führt zu einer nicht verhandelbaren Sperre von 12 Monaten. Ebenfalls wird immer davon ausgegangen, dass für eine verspätete Dopingprobe immer der Sportler in der Bringschuld steht und nicht der Kontrolleur.
Aktuell gilt der Anti-Doping Code 2009 und seit Jahresbeginn 2015 trat ein neuer Code der WADA in Kraft.
Die Änderungen beinhalten im Wesentlichen:
- Die Standard-Sperre wird bei schweren Vergehen von zwei auf vier Jahre erhöht.
- Die Zusammenarbeit zwischen den Anti-Doping-Organisationen und den strafrechtlichen Ermittlungsorganen wird geändert, sodass Zeugen in einem Anti-Doping-Verfahren bei Nichterscheinen künftig von einem ordentlichen Gericht vorgeladen werden können.
- Athleten ist es künftig untersagt, mit verurteilten Trainern, Betreuern oder Funktionären zusammenzuarbeiten.

Mit Januar 2015 sind diese Änderungen weltweit eingeführt worden und in Kraft getreten.

### Meldesystem ADAMS

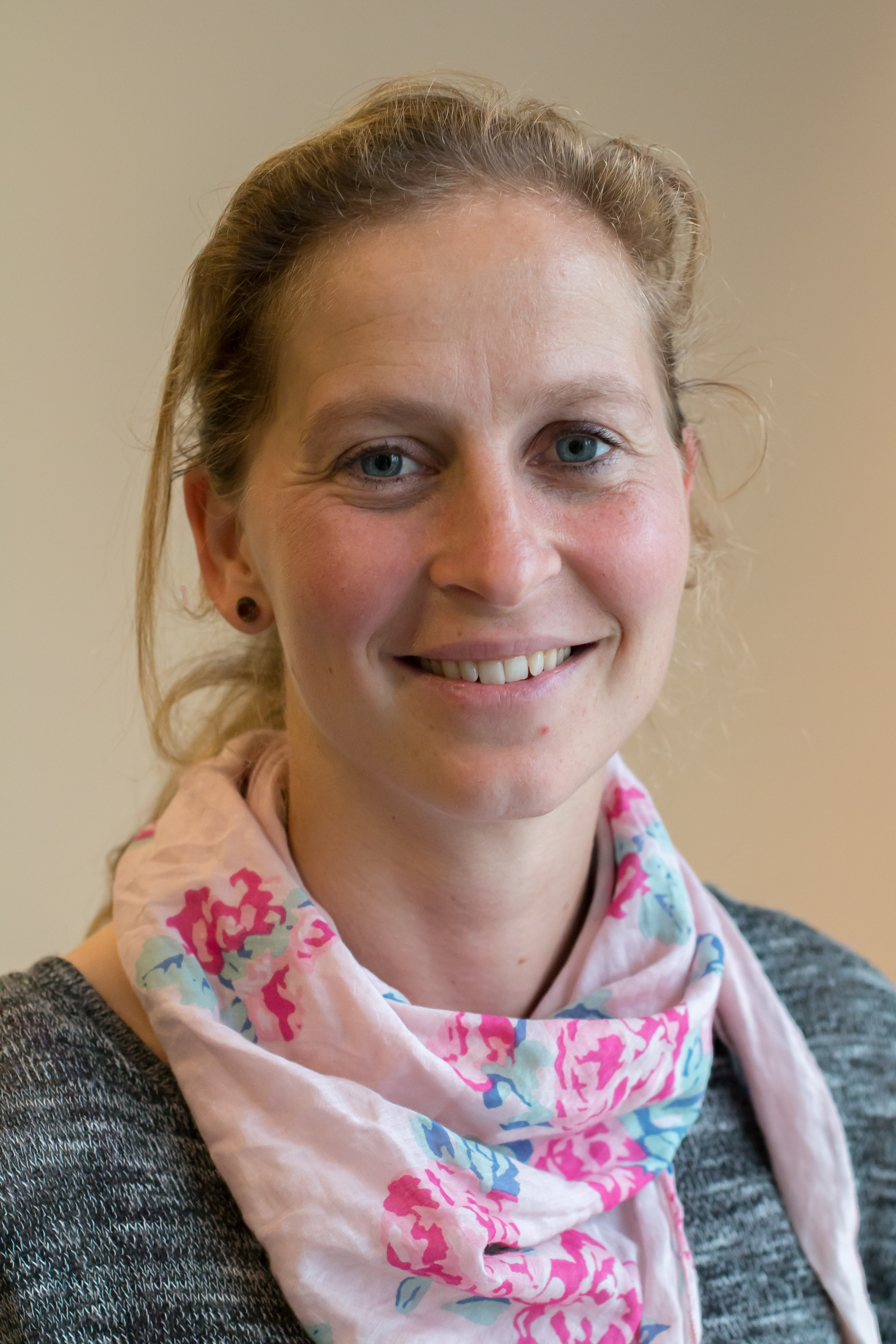
Marion Rodewald, Athletensprecherin für das Online-Meldesystem ADAMS

Seit Anfang 2009 benutzt die WADA ein Online-Meldesystem namens ADAMS, mit der Athleten ihrer Meldepflicht (s. o.) nachzukommen haben. Dieses System wurde wegen technischer und ethischer Unzulänglichkeiten von verschiedenen Seiten kritisiert.
Hockeyspielerin und Athletensprecherin Marion Rodewald kritisierte ADAMS als „nicht selbsterklärend und in der praktischen Handhabung sehr umständlich“.
Die schärfste Kritik kam aber vom Bundesbeauftragten für den Datenschutz, Peter Schaar. Er sieht die Einhaltung der Menschenwürde der Athleten nicht gewahrt, kritisiert die „lückenlose Aufenthaltskontrolle, unzureichenden Datenschutz und den Generalverdacht gegen Athleten“ und nannte ADAMS äquivalent mit einer elektronischen Fußfessel. Besonders der Mangel an Datensicherheit und die fehlende Anonymisierung wurde kritisiert.
Kritik an ADAMS wies WADA-Generaldirektor David Howman als „Berührungsängste“ mit einer neuen Technologie zurück. Diese Ansicht wurde von DOSB-Präsident Thomas Bach verteidigt, der zwar zugibt, dass das System „Athleten einiges zumutet“ und nicht perfekt sei. Er führte an, dass das Meldesystem „freiwillig“ und nur für Leistungssportler sei: Vorwürfe einer lückenlosen Überwachung seien somit unzutreffend. Außerdem sei seiner Ansicht nach die schweigende Mehrheit der Athleten für dieses System.

### Motivation

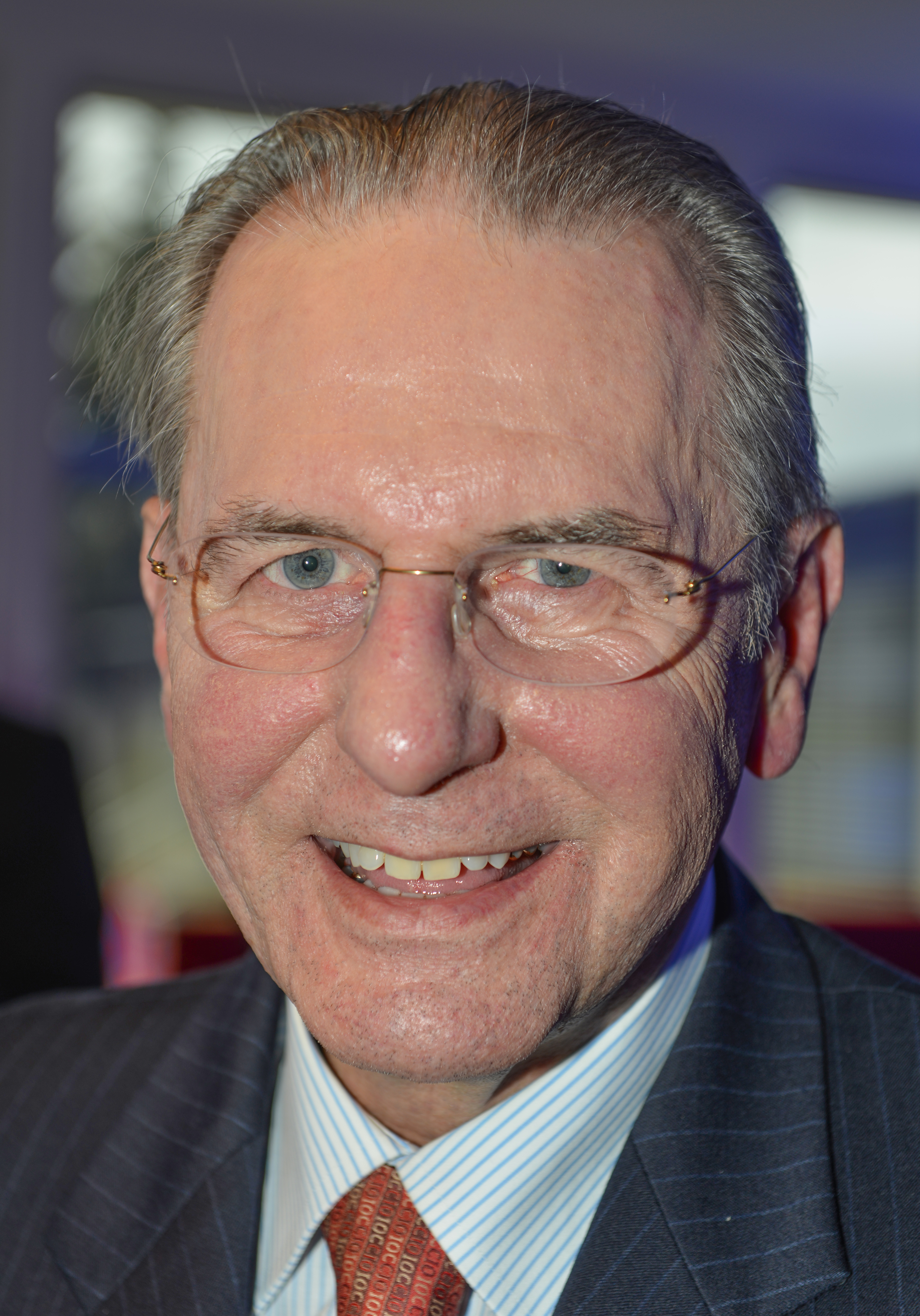
Jacques Rogge, IOC-Präsident (2001–2013)

John Fahey, damals Chef der WADA, begründet das harte Vorgehen mit dem Abschreckungseffekt und sah rigoroses, flächendeckendes Testen als bestes Mittel gegen Doping. Der österreichische Dopingexperte Hans Holthaus führte an: „Ich bin überzeugt, dass eine neue Generation von Sportlern heranwächst, und dass die Generation, die systematisch gedopt hat, ausstirbt.“
Auf Klagen, dass die bestehenden Anti-Dopingregeln in die Privatsphäre eindringen, zeigt Fahey wenig Verständnis und führt an: „Es ist doch viel leichter anzugeben, wo du dich gerade aufhältst, als Flugtickets umzutauschen.“
Evi Simeoni von der Frankfurter Allgemeinen Zeitung verteidigte die WADA-Regeln mit dem Argument, dass dopende Sportler nur mit strengen Regeln zu stoppen seien.

IOC-Präsident Jacques Rogge gab zu, dass die Regeln Sportler unter Generalverdacht stelle, aber er stellte sich hinter die WADA: „Der Sport muss [für Glaubwürdigkeit] einen gewissen Preis zahlen.“
Unter Sportlern befürworten Tennisspieler Roger Federer sowie Eisschnellläuferin Anni Friesinger diese Regelungen. Friesinger führte an, dass Privatpersonen schon jetzt freiwillig, u. a. für Online-Einkäufe, persönliche Daten herausgeben würden.

### Medizinische Ausnahmegenehmigung (TUE)
Bei einer medizinischen Ausgnahmegenehmigung (TUE von englisch Therapeutic Use Exemption) handelt es sich um eine Erlaubnis für die Verwendung verbotener Substanzen oder Methoden zu therapeutischen Zwecken. Diese müssen bei nationalen Wettbewerben von nationalen, bei internationalen von internationalen Ärzten auf Antrag von Athlet und behandelndem Arzt beantragt werden. Der Antrag muss 21 Tage vor dem Wettkampf beim Verband vorliegen. 2023 wurden in Deutschland 96 TUEs ausgestellt.
Auch wenn solche TUEs erforderlich sind um z. B. im Seniorensport, in dem häufig rezeptpflichtige Medikamente im Interesse der Lebensqualität eingesetzt werden (müssen), nicht zu viele Sportler auszuschließen, so liegt doch ein erhebliches Missbrauchspotenzial vor.
Die Dokumentation sport inside berichtete am 11. Dezember 2016 darüber, dass TUE's inflationär ausgestellt werden, weil sie bei Spitzensportlern so beliebt sind. Die französische Anti-Doping-Agentur AFLD akzeptiert das TUE-Verfahren nicht.

### Cannabis
Mitte September 2021 gab die WADA nach einer Sitzung des Exekutivkomitees in Istanbul in einer Mitteilung bekannt, dass die Überprüfung des Status von Cannabis auf der Verbotsliste eingeleitet werden soll.
Damit reagierte sie auch auf den positiven Fall der US-Amerikanerin Sha’Carri Richardson, die aufgrund einer 30-tägigen Sperre nach Marihuana-Konsum die Teilnahme an den Olympischen Spielen in Tokio verpasste.

### Kritik
Die Reaktionen seitens der Athleten auf die harte WADA-Linie sind sehr verschieden. Insbesondere vom Fußball wird die WADA hart kritisiert.
Einstimmig beschreiben die Fußballorganisationen FIFA (Weltfußballverband), UEFA (europäischer Fußballverband) und der DFB die WADA-Methoden als übertrieben. FIFA-Präsident Sepp Blatter bezeichnete die Überwachung als „Hexenjagd“ und hält die Dopingtestpflicht während eines Urlaubes als „inakzeptabel“. Dieses Urteil wurde auch im Namen der UEFA gefällt, und auch DFB-Präsident Theo Zwanziger nannte die WADA-Maßnahmen „übertrieben“. WADA-Sportdirektor David Howman reagierte auf diese Äußerungen „entsetzt“ und drohte mit einem Olympiaausschluss für die Sportart Fußball.
Tennisspieler Rafael Nadal, Ex-Fußballer Michael Ballack und Stabhochspringer Danny Ecker kritisierten diese Regelungen scharf. „Wir fühlen uns durch die Meldepflicht wie Kriminelle. Das ist Verfolgungswahn und nicht fair […] Ich bin der Erste, der einen fairen und vollkommen sauberen Wettbewerb will [… Aber] Es ist besonders im Tennis oft sehr schwierig zu sagen, wo man sich am nächsten Tag aufhält“, schimpfte Nadal im Januar 2009.
Ballack und Ecker beschwerten sich über „unannehmbare Einschränkungen der persönlichen Freiheit“. Die britische Ruderin Annie Vernon (Olympiasilber 2008 in Peking) nannte die WADA-Regelungen „unrealisierbar“. Die Regelungen drängen so weit in ihre Intimsphäre ein, dass sie mitten aus einem Urlaub in Miami herausgerissen und in die Dopingkontrolle gebracht worden sei.
Weitere Negativmeinungen kamen von Alex Ferguson, dem Ex-Trainer und Manager von Manchester United, der die WADA-Regeln als „logistischen Albtraum“ bezeichnete, und den Tennisspielern Andy Roddick („ein normales Alltagsleben wird unmöglich“) und Serena Williams („die Regeln dringen in die Intimsphäre ein“). Stabhochsprungolympiasiegerin Jelena Issinbajewa kritisierte, dass die Regelungen „unschuldige Sportler benachteiligen, während die Schuldigen trotzdem davonkämen.“
Der belgische Anwalt Kristof de Saedeleer klagte im Jahr 2009 im Namen von 65 belgischen Athleten gegen diese Regelung. Er nannte sie „paranoid, entwürdigend und drakonisch“ und prangerte Einschnitte in die Privatsphäre sowie das Außerkraftsetzen der Unschuldsvermutung an. Auch die internationale Fußballspieler-Gewerkschaft FIFPro, die 42 Länder vertritt, kündigte Klagen an.
Sie argumentieren, dass eine 365-Tage-Kontrolle nicht mit dem Recht auf Urlaub (in Europa Minimum 20 Tage) vereinbar sei. Dopingexperten sehen auch einen Konflikt mit Artikel 8 der Europäischen Menschenrechtskonvention (Recht auf Achtung des Privat- und Familienlebens): „Jede Person hat das Recht auf Achtung ihres Privat- und Familienlebens, ihrer Wohnung und ihrer Korrespondenz … Eine Behörde darf in die Ausübung dieses Rechts nur eingreifen, soweit der Eingriff gesetzlich vorgesehen und in einer demokratischen Gesellschaft notwendig ist.“
Auch von der Fachpresse gab es besorgte Stimmen. Die Times kritisierte die Entwicklungen als „unverhältnismäßig“ und führt an, dass unschuldige Spieler bei kleinen formaljuristischen Verstößen genau so hart bestraft werden wie Schuldige.
Die WADA hat detaillierte Informationen über das Meldesystem auf ihrer Website.

## Russland-Affäre
Am 3. Dezember 2014 berichtet die ARD in der Dokumentation „Geheimsache Doping – wie Russland seine Sieger macht“ über staatliche Unterstützung und Vertuschung von Doping in Russland. Daraufhin gründete die WADA am 16. Dezember 2014 eine Kommission, bestehend aus Richard W. Pound, Richard McLaren und Günter Younger, um die Vorwürfe gegen den russischen Spitzensport aufzuklären.
Diese veröffentlichte am 9. November 2015 einen ersten Bericht. Folgend suspendierte die IAAF den russischen Leichtathletik-Verband ARAF. Gleichzeitig entzog die WADA der russischen Anti-Doping-Agentur RUSADA ihre Lizenz.

In einem zweiten Bericht vom 14. Januar 2016 erhob die Kommission schwere Vorwürfe gegen die IAAF und ihren ehemaligen Präsidenten Lamine Diack.
Die US-Justiz, das IOC und die WADA leiten im Mai 2016 Ermittlungen ein, nachdem Gregori Rodschenkow in einem Artikel der New York Times zugegeben hat, dass russische Athleten bei den Olympischen Winterspielen 2014 in Sotschi gedopt waren und deren positiven Dopingproben von russischen Anti-Doping Experten und dem russischen Geheimdienst ausgetauscht wurden.
Im Juni 2016 kam es erneut zu schweren Beschuldigung der WADA gegenüber Russland. Einschüchterung der Doping-Kontrolleure durch den russischen Geheimdienst und Behinderung durch russische Athleten sollen dazu geführt haben, dass 736 Doping-Kontrollen nicht durchgeführt werden konnten.
Der erste, von der WADA beauftragte McLaren-Report wurde am 18. Juli 2016 veröffentlicht. Aus diesem ging hervor, dass seit mehreren Jahren positive Doping-Proben aus dem Moskauer Anti-Doping-Labor abhandengekommen seien. Diese vom russischen Sportsministerium überwachte Manipulation diente der Deckung gedopter Athleten.
Im Dezember 2019 verhängte die WADA im Skandal um die manipulierten Daten schließlich eine Vierjahressperre gegen Russland und das Land darf weder an den beiden kommenden Olympischen Spielen in Tokio 2020 und Peking 2022 noch den Olympischen Jugendspielen sowie nicht bei Weltmeisterschaften von Sportarten, die den WADA-Code unterschrieben haben (bspw. Fußball-Weltmeisterschaft 2022), sowie sogenannte „Major Sport Events“ teilnehmen.

Forensische Untersuchungen durch WADA-Experten haben ergeben, dass die Doping-Daten aus dem Moskauer Labor von 2012 bis 2015 „weder vollständig noch vollständig authentisch“ sind. Dies konnte im Vergleich mit einer der WADA 2017 von einem Whistleblower zugespielten Daten-Kopie nachgewiesen werden. Dabei habe Russland nach WADA-Angaben „Hunderte von mutmaßlichen nachteiligen Analyseergebnissen gelöscht oder geändert“ und es sollen dabei 145 mutmaßliche Doping-Fälle vertuscht oder verfälscht worden sein. Russische Sportler dürfen aber unter bestimmten Voraussetzungen als neutrale Athleten ohne Nationalflagge teilnehmen.
Das Verfahren zum russischen Staatsdoping wurde im Herbst 2020 vor dem Internationalen Sportgerichtshof (CAS) verhandelt. Der CAS setzte als Termin für die Anhörung den 2. bis 5. November an. Die RUSADA hat dagegen Einspruch beim CAS eingelegt.

## Mögliche Vertuschung von chinesischem Massendoping
In der Dokumentation „Die Akte China“ berichtete die ARD-Dopingredaktion im Frühjahr 2024 über einen internen Bericht der chinesischen Dopingagentur über positive Dopingproben bei 23 chinesischen Schwimmsportlern. Alle Schwimmer wurden bei einem Wettbewerb Anfang 2021 auf die Substanz Trimetazidin positiv getestet. Diese Dopingfälle wurden von der WADA nicht weiter untersucht; Sperren gab es keine. 13 der 23 Schwimmer starteten bei den Olympischen Spielen 2021 in Tokio und gewannen drei Goldmedaillen (durch Zhang Yufei und Qin Haiyang) und zwei Silbermedaillen. Die WADA geriet wegen möglicher Dopingvertuschung in starke Kritik.

## Liste der Präsidenten
- Richard Pound (1999–2007)
- John Fahey (2008–2013)
- Craig Reedie (2014–2019)
- Witold Bańka (seit 2020)

## Videolinks
- Ein Haufen Merkwürdigkeiten, auf: ardmediathek.de, bis 11. Dezember 2017